# امی کامه
امی کامه (انگلیسی: Amy Kame؛ زادهٔ ۱۴ فوریهٔ ۱۹۹۲) بازیکن بسکتبال اهل ایالات متحده آمریکا است.